# Lafayette (hrabstwo Chippewa)
Lafayette – miasto w Stanach Zjednoczonych, w stanie Wisconsin, w hrabstwie Chippewa.